# Prentiss (Mississippi)
Prentiss è una città (town) degli Stati Uniti d'America, capoluogo della contea di Jefferson Davis, nello Stato del Mississippi.